# Maerua denhardtiorum
Maerua denhardtiorum är en kaprisväxtart som beskrevs av Ernest Friedrich Gilg. Maerua denhardtiorum ingår i släktet Maerua och familjen kaprisväxter. Inga underarter finns listade i Catalogue of Life.